# Sân bay Uljin
Sân bay Uljin là một sân bay đã hoàn thành một phần ở gần huyện Uljin, Hàn Quốc. Việc xây dựng đã tạm dừng năm 2005 sau khi công tác xây dựng đã đạt 85% . Ban điều tra đã bắt dừng việc xây dựng vì người thấy sẽ không có hãng hàng không nào sử dụng sân bay này. Sân bay này gây chú ý quốc tế khi được Agence France-Presse chọn là "Zany stories of 2007". Hãng tin AFP đã nêu "Một thị xã ở Hàn Quốc đã chi 140 triệu đô la Mỹ để xây sân bay riêng và phải thú nhận rằng sẽ không có hãng hàng không nào muốn bay tới." Sân bay Uljin có thể được sử dụng làm trung tâm huấn luyện bay.
Đường băng sẽ có kích thước dài 1800 mét và rộng 45 mét.